# Organiste à capuchon
Chlorophonia elegantissima
Espèce
Répartition géographique
Statut de conservation UICN

 LC  : Préoccupation mineure
L'Organiste à capuchon (Chlorophonia elegantissima, anciennement Euphonia elegantissima) est une espèce de passereau appartenant à la famille des Fringillidae.

## Répartition et sous-espèces
Cet oiseau est représenté par trois sous-espèces :
- Chlorophonia elegantissima rileyi ;
- Chlorophonia elegantissima elegantissima ;
- Chlorophonia elegantissima vincens.

## Philatélie
L'organiste à capuchon figure sur une édition de timbres du Mexique de 1996 (1,80p).